# Thierry Maulnier

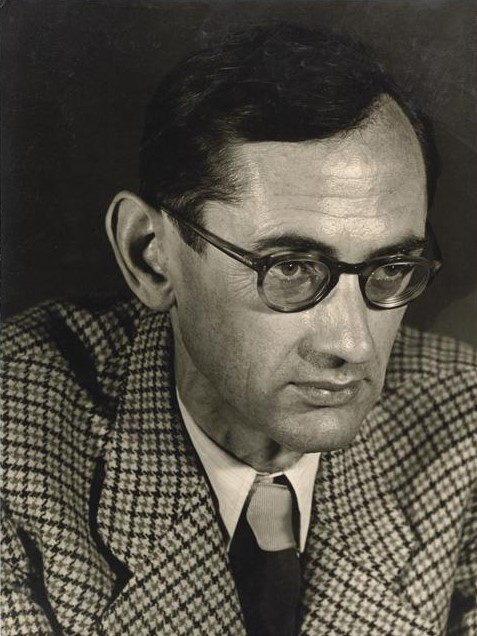
Thierry Maulnier (1951)

Thierry Maulnier, Pseudonym von Jacques Louis André Talagrand (* 1. Oktober 1909 in Alès; † 9. Januar 1988 in Marnes-la-Coquette), war ein französischer Journalist, Schriftsteller und Mitglied der Académie française.

## Leben
Jacques Louis André Talagrand war der Sohn des Gymnasiallehrers Joseph Talagrand (1901 Agrégé in Grammatik). Er wuchs in Alès auf und besuchte Gymnasien in Nizza (1919–1924) und Paris (Lycée Louis-le-Grand). 1928 wurde er in die École normale supérieure aufgenommen, schaffte aber nicht die Agrégation im Fach Lettres, da er sich etwa ab 1930 stark in der Action française und in der non-konformistischen, eine aristokratische Revolution herbeisehnenden Gruppierung Jeune Droite (Junge Rechte) engagierte. Er wurde Schriftleiter deren Studentenzeitschrift L’Etudiant français und nannte sich ab sofort Thierry Maulnier.
1932 begann er mit einer Serie von Essays zur Lage Frankreichs und der Welt, die gekennzeichnet waren durch das rechtsextreme Gedankengut von Charles Maurras, mit dem er den Atheismus teilte, während die meisten Anhänger der Action française katholisch waren. Er war antidemokratisch, (gemäßigt) antisemitisch, virulent antikommunistisch, aber entgegen Maurras auch antikapitalistisch und patriotisch-sozialistisch. Er schrieb für die Zeitschriften La Revue française (1905–1933) und Réaction (1930–1932) und gründete 1935 mit Jean de Fabrègues die Monatsschrift Combat. Revue des idées et des faits (37 Nummern bis 1939), in der er sich gegen jedwedes totalitäre Regime aussprach und auch den Nationalsozialismus ablehnte. 1937 gründete er mit Jean-Pierre Maxence und Maurice Blanchot die satirische antisemitische Zeitschrift L’Insurgé politique et social, die gegen den Front populaire gerichtet war und zu der auch Kléber Haedens hinzustieß. Ab 1938 schrieb er für die Tageszeitung L'Action française, die sich aus Pazifismus und aus Antikommunismus für das Münchener Abkommen aussprach.
Maulnier, der nach dem Blitzkrieg 1940 mit der Zeitung über Limoges nach Lyon ging und sich dort wie Maurras auf die Seite des Vichyregimes schlug, war sich im Klaren, dass Hitler nicht gegen den Rest der Welt gewinnen konnte, und rückte, anders als Maurras, rechtzeitig von Pétain ab, um 1944, dank der Unterstützung von Roger Stéphane (1919–1994), auch im befreiten Frankreich wieder einen Presseausweis zu bekommen. 1947 wurde er für den Rest seines Lebens Mitarbeiter der Tageszeitung Le Figaro, wo er mit der Zeit zu einem der wichtigsten Kommentatoren heranwuchs. Gleichzeitig schrieb er erfolgreiche Theaterstücke und bearbeitete andere, darunter Des Teufels General von Carl Zuckmayer. 1959 verlieh ihm die Académie française den Grand Prix de littérature française und wählte ihn 1964 auf ihren Sitz Nr. 20. 1968 gründete er zur Verteidigung der westlichen Zivilisation zusammen mit Dominique Venner das antiliberale Institut d’études occidentales (IEO), das sich nur bis 1971 halten konnte.
Ab 1973 machte sich bei ihm eine Parkinson-Krankheit bemerkbar, die ihm aber noch Zeit ließ, ab 1979 vier Bände aphoristischer Reflexionen zu veröffentlichen. Er starb 1988 im Alter von 78 Jahren.
Sein Nachfolger in der Akademie, José Cabanis, setzte ihm in seiner Antrittsrede ein Denkmal. In Nizza ist ein Gymnasium nach ihm benannt.

## Werke

### Essayistik
- La crise est dans l’homme. Gallimard 1932.
- Nietzsche. Alexis Redier, Paris 1933.
- (mit Robert Francis und Jean-Pierre Maxence) Demain la France. Grasset, Paris 1934.
- Mythes socialistes. Gallimard, Paris 1936.
- Au-delà du nationalisme. Gallimard, Paris 1938. Grands classiques, Paris 1993.
- La France, la guerre et la paix. H. Lardanchet, Lyon 1942.
- Révolution nationale. L'avenir de la France. Hanoi 1942.
- Violence et conscience. Gallimard, Paris 1945.
- Arrière-pensées. Table ronde, Paris 1946.
- La pensée marxiste. Fayard, Paris 1948.
- La face de méduse du communisme. Gallimard, Paris 1951.
- La Révolution du XXe siècle. Plon, Paris 1958.
- Cette Grèce où nous sommes nés. Flammarion, Paris 1964.
- Lettre aux Américains. Nalis, Paris 1968.
- (mit Gilbert Prouteau) L’honneur d’être juif. Laffont, Paris 1970.
- Le sens des mots. Flammarion, Paris 1976. (Artikel des Figaro)
- (mit Jean Elleinstein) Dialogue inattendu. Flammarion, Paris 1979.
- Les vaches sacrées. 4 Bde. Gallimard, Paris 1979–1989. (Aphorismensammlung)
  - Les vaches sacrées. 1979.
  - L’Étrangeté d’être. 1982.
  - Le Dieu masqué. 1985.
  - Les matins que tu ne verras pas. 1989.